# Rosanna (singel Toto)
Rosanna – piosenka rockowa zespołu Toto, wydana w 1982 roku jako singel promujący album Toto IV.

## Treść
Tytuł piosenki pochodzi od aktorki Rosanny Arquette, która wówczas spotykała się z klawiszowcem Toto, Steve'em Porcaro. Autorem piosenki był jednak David Paich, który w warstwie tekstowej inspirował się własną licealną miłością. Na początku utwór brzmi jak typowa miłosna piosenka, jednak szybko okazuje się, że tytułowa Rosanna złamała serce podmiotowi lirycznemu, i mimo że od rozstania minął prawie rok, to wciąż rozłąka jest dla niego bardzo bolesna.

## Teledysk
Do utworu zrealizowano teledysk, zainspirowany filmem West Side Story. Pomysłodawcą klipu był David Paich, który wyszedł również z ideą pstrykania palcami na styl „You Can’t Hurry Love” Phila Collinsa. Rolę Rosanny w teledysku zagrała Cynthia Rhodes, a jednego z adoratorów grał Patrick Swayze.

## Odbiór
W 1983 roku piosenka otrzymała nagrodę Grammy w kategorii nagranie roku.  W 2018 roku utwór zajął 480. miejsce na liście wszech czasów „Billboardu”.
| Lista             | Pozycja | Źródło |
| ----------------- | ------- | ------ |
| Austria           | 11      | [ 3 ]  |
| Belgia (Flandria) | 20      | [ 3 ]  |
| Holandia          | 6       | [ 3 ]  |
| Niemcy            | 24      | [ 3 ]  |
| Norwegia          | 2       | [ 3 ]  |
| Nowa Zelandia     | 22      | [ 3 ]  |
| Polska            | 14      | [ 4 ]  |
| Południowa Afryka | 3       | [ 5 ]  |
| Stany Zjednoczone | 2       | [ 1 ]  |
| Szwajcaria        | 10      | [ 3 ]  |
| Wielka Brytania   | 12      | [ 1 ]  |

## Covery
Piosenka była wielokrotnie coverowana, m.in. przez Jima Horna (2000), Emmersona Nogueirę (2003), Side A (2005), ApologetiX (2011), Bonfire (2018) i Weezer (2018).